# Dolní Studénky
Dolní Studénky település Csehországban, Šumperki járásban. Dolní Studénky Dlouhomilov, Bludov, Šumperk, Hrabišín, Nový Malín és Sudkov településekkel határos. Lakosainak száma 1427 fő (2024. január 1.).

## Népesség
A település lakosságának változását az alábbi diagram mutatja:
| Lakosok száma | 842  | 969  | 1223 | 963  | 1284 | 1276 | 1330 | 1370 | 1380 | 1427 |
|               | 1869 | 1890 | 1921 | 1950 | 1980 | 2001 | 2017 | 2019 | 2022 | 2024 |